# St. Gertruden (Gleidingen)

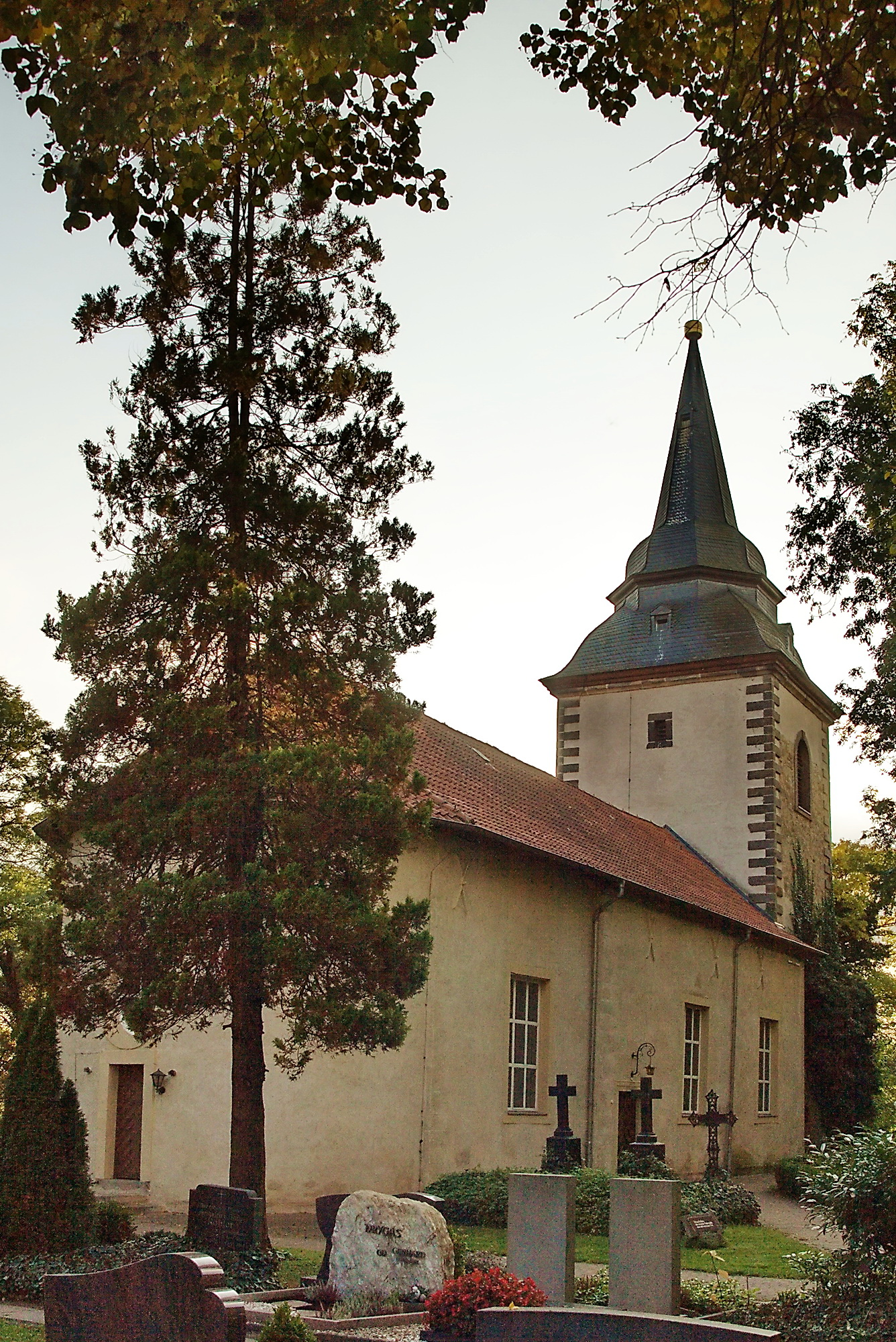
St. Gertruden

Die evangelisch-lutherische Dorfkirche St. Gertruden steht auf dem Kirchfriedhof von Gleidingen, einem Ortsteil der Stadt Laatzen in der Region Hannover von Niedersachsen. Die Kirchengemeinde gehört zum Kirchenkreis Laatzen-Springe im Sprengel Hannover der Evangelisch-lutherischen Landeskirche Hannovers.

## Beschreibung
Die Schutzpatronin der Saalkirche aus dem 12. Jahrhundert, die heilige Gertrud von Nivelles, wird erstmals in einer Urkunde am 6. Dezember 1325 bekundet. Die Kirche ist zwar verputzt, sie ist aber aus Bruchsteinen gebaut. Der Kirchturm im Westen wurde 1735 nach dem Verfall des alten Kirchturmes errichtet. Sein barocker Helm mit dem gewölbten Ansatz und der achteckig ausgezogenen Spitze prägen bis heute das Aussehen der Kirche. In ihm hängen zwei Kirchenglocken. Die heutige Form im klassizistischen Baustil erhielt die Kirche erst in den Jahren 1820/21. Die Wände des Chors und der halbrunden Apsis wurden erhöht und die romanischen Fenster des Langhauses wurden entfernt und größere Rechteckfenster gebrochen.
Für den Innenraum wurden eine u-förmige Empore und eine Empore hinter dem Kanzelaltar eingebaut. Die Kirchenbänke wurden neu angefertigt. Der Kanzelaltar hat einen fünfseitigen Kanzelkorb und einen Schalldeckel. Das Langhaus ist mit einem Satteldach bedeckt, das über dem Chor abgewalmt ist. Der Innenraum wurde 1861 neu ausgemalt. Die erste Orgel wurde 1737 eingebaut. Sie wurde 1855/56 durch eine Orgel mit sechs Registern, einem Manual und einem angehängten Pedal von Carl Giesecke gebaut und 1983/84 durch die Gebrüder Hillebrand umgebaut.